# 미국-오스트레일리아 관계
미국-오스트레일리아 관계(영어: United States of America-Australia Relations)
는 미국과 오스트레일리아의 양자 관계를 의미한다. 두 나라는 군사 동맹을 포함하는 전략적인 동반자 관계를 공유한다.

## 역사
두 나라 모두 영국의 과거 식민지라는 공통된 뿌리를 갖고 있으며, 영어를 공용어로 사용한다. 제1차 세계 대전, 제2차 세계 대전과 6.25 전쟁에서 연합국으로 같이 싸웠다. 두 국가는 오늘날에도 안보 분야에서 적극적으로 협력한다. 그 시초는 1941년에 체결한 대서양 헌장과, 1951년에 체결한 태평양 안전 보장 조약에서 비롯되며 긴밀한 관계를 유지하고 있다. 동남아시아 조약 기구가 있었던 시절에도 두 국가는 회원국으로서 협동하였다.
실질적인 군사력 운영에 있어서도 두 국가는 활발하게 활동한다. 대표적으로, 호주의 군사 기지에 미국 해병대가 일부 주둔하며 파인 갭 등 합동 군사 기지를 운영한다. 또한 양국의 육군, 해군, 공군과 해병대 병력을 발리카탄 훈련, 서던 재커루 훈련, 탈리스만 세이버 훈련에 파견하고, 국내외 군사 합동 훈련을 통해서 국방력을 유지한다. 21세기에는 쿼드를 통해서 인도-태평양에서 군사 협력을 강화하고 있으며, 북대서양 조약 기구에서 직간접적으로 협력하고 있다. 그리고 오커스를 통해서 원자력 잠수함 운용에서도 협력의 폭을 넓히고 있다.
그 외에도 성평등, 기후변화, 민주주의 분야에서 공통된 입장을 내며 국제사회에서 목소리를 내고 있다.

## 같이 보기
- 미국의 대외 관계
- 오스트레일리아의 대외 관계